# Paradossenus pulcher
Paradossenus pulcher là một loài nhện trong họ Trechaleidae.
Loài này thuộc chi Paradossenus. Paradossenus pulcher được miêu tả năm 1993 bởi Sierwald.